# Gátér
Gátér je selo u središnjoj Mađarskoj.
Zauzima površinu od 30,89 km četvornih.

## Zemljopisni položaj
Nalazi se u regiji Južni Alföld, na 46°40'48" sjeverne zemljopisne širine i 19°36'36" istočne zemljopisne dužine. 

## Upravna organizacija
Upravno pripada kiškunfeleđhaskoj mikroregiji u Bačko-kiškunskoj županiji. Poštanski broj je 6111.

## Promet
S Kiskunfélegyházom, Čongradom i Orosházom je povezan željezničkom prometnicom.

## Stanovništvo
U Gátéru živi 1061 stanovnik (2005.). 